# Mort ou vif (Tom Clancy)
Pour les articles homonymes, voir Mort ou vif.
Mort ou vif ( Dead or Alive) est un techno-thriller de l'écrivain américain Tom Clancy paru en 2010. Ce roman poursuit l'intrigue de Les Dents du tigre et fait partie de la saga Ryan ayant pour héros Jack Ryan.
Le roman est traduit en français par Jean Bonnefoy et paraît en 2 volumes aux Éditions Albin Michel en 2011.

## Résumé
Le Campus est une organisation secrète, créée sous l'administration du Président Jack Ryan, chargée de traquer, localiser et éliminer les terroristes et tous ceux qui les protègent. Le pire ennemi de cette organisation s'appelle l'Emir, un tueur insaisissable qui a programmé la destruction de l'Occident.
Jack Ryan Jr et ses cousins, ainsi que plusieurs personnages récurrents de la saga Ryan dont John Clark et Mary Patricia Foley, ont pour mission de prendre l'Emir, mort ou vif.